# Джалаа
Джалаа, кентум, кунтум — мова-ізолят, що існуює на північному сході Нігерії, с. Лооджаа в районі Баланга, штат Баучі. Перебуває під загрозою зникнення — серед носіїв поширена як основна мова діалект бвілім мови чам, тоді як мову Джалаа використовують переважно люди похилого віку.
Вважається, що народ джалабе, носій мови джалаа, прибув до Лооджаа з місцевості, що розташована на кілька кілометрів південніше гірського масиву Мурі, де вони проживали в одному селищі (кентум або Кунтум) з кланами тсо і ква. Пізніше в цю місцевість, рятуючись від ворожого народу ваджа, прибув народ чам, і внаслідок численних шлюбів джалабе були майже повністю асимільовані чамами.

## Лексика
Сучасна лексика джалаа містить велику кількість запозичень з чамскої мови, в яку, в свою чергу, проникло чимало слів з джалаа; є також схожість з мовою тсо. Більшість слів не мають аналогів у мовах усіх відомих мовних сімей Африки.
Племена чам і тсо традиційно уникали називати мертвих по імені. Оскільки багато імен одночасно були словами їхніх мов, це призводило до того, що їм довелося замінювати ці слова, нерідко використовуючи натомість запозичення з сусідніх мов.

### Числівники
Числівники від 1 до 6:
1. násán
2. tiyú, təsó
3. tətáá, bwànbí
4. təbwár, ŋbár
5. (tə) nó
6. tənúkùn

Числівники понад 5 майже повністю збігаються з чамськими. Числівники від 1 до 5 майже повністю збігаються з числівниками мови тсо, а «один» не має явних аналогів.

## Морфологія
Морфологія мови джалаа (принаймні в сучасному стані) майже ідентична морфології мови чам. Основні відмінності - в суфіксах для іменних класів:
- джалаа -ta, чам -te̩
- (для людей) джалаа -bo,-ba, чам -b(e̩) .